# 柘荣县文物保护单位

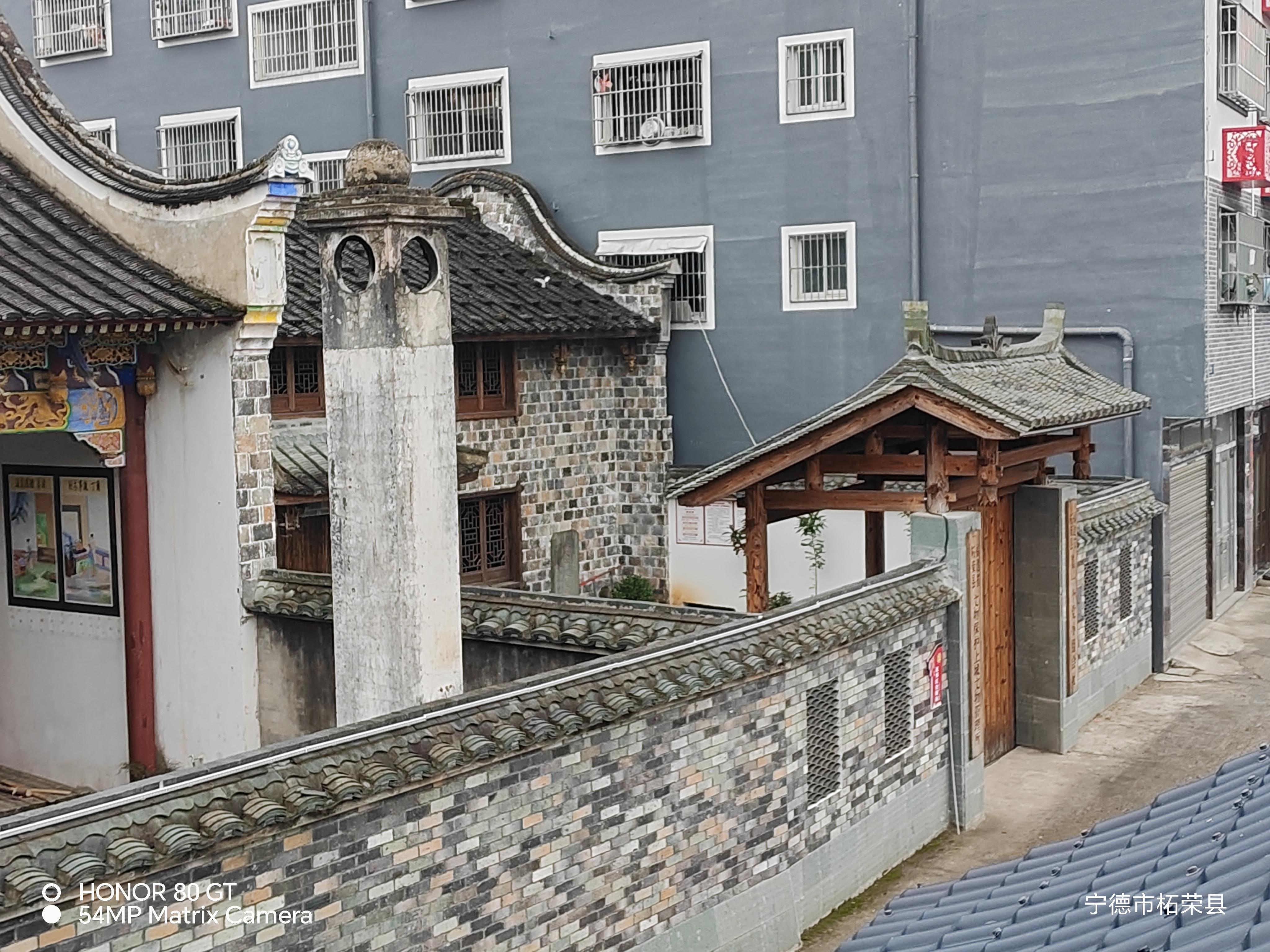
位于双城镇的中共柘荣县党小组旧址，是第四批柘荣县文物保护单位，中国共产党在柘荣地区的第一个分支诞生于此。

柘荣县文物保护单位是福建省宁德市柘荣县境内的县级文物保护单位。柘荣县旧称柘洋，在历史上长期属霞浦县及其前身，中华人民共和国时期则两次撤销而两次复设。作为南联闽中、北接浙南的闽浙交通要地，柘荣县境内有数十处具有历史意义的文物与遗址。截至2021年4月，柘荣县先后公布了9批、60处县级文物保护单位，其中已升格为全国重点文物保护单位的有2处，合并、升格为福建省文物保护单位的有8处。

## 历史
自1983年至2021年，柘荣县人民政府先后公布了九批县级文物保护单位，首批文物保护单位公布于1983年7月1日，最新一批文物保护单位（第九批）公布于2021年4月7日，其中有2处现已升格为全国重点文物保护单位，部分项目合并升格成为8处福建省文物保护单位。这些文物保护单位历史年代最早的是商周时期的沙淀遗址，历史年代最晚的则是1953年建立的柘荣革命烈士陵园。
| 批次   | 日期           | 公布文号            | 县级文物保护单位数量                          | 参考资料 |
| ------ | -------------- | ------------------- | --------------------------------------------- | -------- |
| 第一批 | 1983年7月8日   | 柘政〔83〕综145号   | 6处（其中1处后来列为省级）                    | [ 1 ]    |
| 第二批 | 1989年10月20日 | 柘政〔1989〕016号   | 5处（其中1处后来列为国家级，3处后来列为省级） | [ 1 ]    |
| 第三批 | 1997年9月25日  | 柘政〔1997〕综213号 | 1处                                           | [ 1 ]    |
| 第四批 | 2000年3月9日   | 柘政〔2000〕综32号  | 6处                                           | [ 1 ]    |
| 第五批 | 2002年5月23日  | 柘政〔2002〕综68号  | 1处（后来列为国家级）                         | [ 1 ]    |
| 第六批 | 2003年4月17日  | 柘政〔2003〕综57号  | 1处                                           | [ 1 ]    |
| 第七批 | 2007年7月26日  | 柘政综〔2007〕108号 | 12处（其中3处后来列为省级）                   | [ 4 ]    |
| 第八批 | 2011年7月7日   | 柘政综〔2011〕112号 | 23处（其中2处后来列为省级）                   | [ 5 ]    |
| 第九批 | 2021年4月7日   | 柘政综〔2021〕34号  | 5处                                           | [ 2 ]    |

## 统计

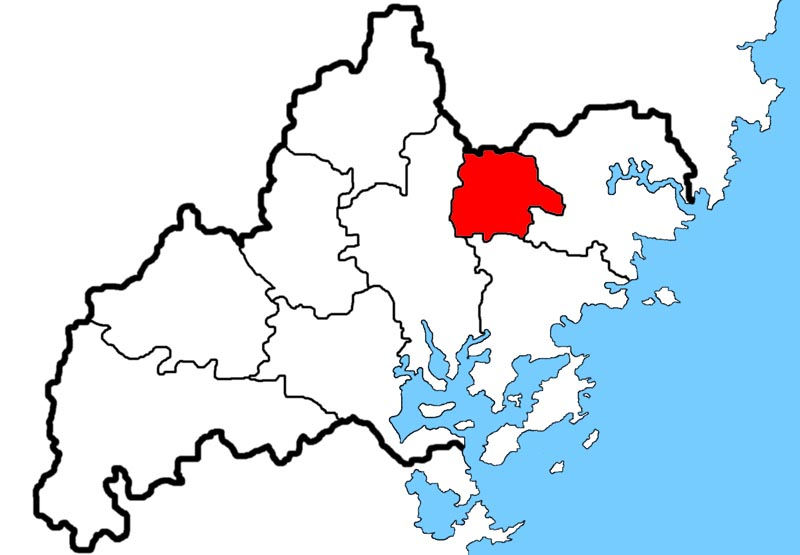
柘荣县在宁德市的地理位置

在柘荣县历次公布的9批、61处文物保护单位中，有2处已升格为全国重点文物保护单位，9处已升格为福建省文物保护单位，维持县级保护级别的单位有49处。柘荣县境内拥有最多文物保护单位的乡镇是东源乡，境内有1处全国重点文物保护单位、1处福建省文物保护单位（包含6个子项）和6处柘荣县文物保护单位；拥有最多县级文物保护单位的乡镇则是城郊乡和楮坪乡，两地境内均有9处柘荣县文物保护单位。
| 乡级行政单位 | 县级文物保护单位数量 | 县级文物保护单位数量 | 县级文物保护单位数量 | 县级文物保护单位数量 | 县级文物保护单位数量 | 县级文物保护单位数量 | 县级文物保护单位数量 | 县级文物保护单位数量 | 县级文物保护单位数量 | 县级文物保护单位数量 |
| 乡级行政单位 | 第一批               | 第二批               | 第三批               | 第四批               | 第五批               | 第六批               | 第七批               | 第八批               | 第九批               | 总计                 |
| ------------ | -------------------- | -------------------- | -------------------- | -------------------- | -------------------- | -------------------- | -------------------- | -------------------- | -------------------- | -------------------- |
| 双城镇       | 3                    | 1                    | 0                    | 4                    | 0                    | 0                    | 0                    | 0                    | 0                    | 8                    |
| 富溪镇       | 0                    | 1                    | 0                    | 0                    | 0                    | 0                    | 0                    | 1                    | 1                    | 3                    |
| 城郊乡       | 0                    | 0                    | 1                    | 1                    | 0                    | 1                    | 3                    | 4                    | 0                    | 10                   |
| 乍洋乡       | 0                    | 1                    | 0                    | 0                    | 1                    | 0                    | 1                    | 6                    | 0                    | 9                    |
| 东源乡       | 1                    | 2                    | 0                    | 0                    | 0                    | 0                    | 2                    | 4                    | 1                    | 10                   |
| 黄柏乡       | 2                    | 0                    | 0                    | 0                    | 0                    | 0                    | 4                    | 1                    | 1                    | 8                    |
| 宅中乡       | 0                    | 0                    | 0                    | 0                    | 0                    | 0                    | 0                    | 1                    | 0                    | 1                    |
| 楮坪乡       | 0                    | 0                    | 0                    | 1                    | 0                    | 0                    | 2                    | 4                    | 2                    | 9                    |
| 英山乡       | 0                    | 0                    | 0                    | 0                    | 0                    | 0                    | 0                    | 2                    | 0                    | 2                    |
| 总计         | 6                    | 5                    | 1                    | 6                    | 1                    | 1                    | 12                   | 23                   | 5                    | 60                   |

## 列表
| 图例                         |
| ---------------------------- |
| 已升格为全国重点文物保护单位 |
| 已升格为福建省文物保护单位   |

| 名称                         | 年代                            | 地址                                                                                      | 类别                       | 简介 |
| ---------------------------- | ------------------------------- | ----------------------------------------------------------------------------------------- | -------------------------- | --- |
|                              |                                 |                                                                                           |                            | |
| 第一批（1983年7月1日公布）   |                                 |                                                                                           |                            | |
| 游朴墓[省 5]                 | 明代                            | 双城镇城南社区 27°14′29.24″N 119°53′26.28″E / 27.2414556°N 119.8906333°E                  | 古墓葬                     | 墓主游朴是柘洋籍明朝湖广参政，葬于明朝万历二十三年（1595年）。墓建筑坐北朝南，呈凤字形，青石结构，占地约1600平方米。墓碑中刻“皇明湖广参政少涧游公墓”。主体结构保存完好，墓的东侧有一座游公墓道碑:636。2001年，游朴墓升格为福建省文物保护单位。 |
| 柘荣革命烈士陵园             | 现代                            | 双城镇城北社区卜山岗 27°14′43″N 119°53′46″E / 27.24528°N 119.89611°E                      | 革命遗址纪念建筑物         | 始建于1953年，原位于溪坪街南、潭头坪东，后由福安专区民政部门出资迁入现址。陵园内安葬柘荣籍的数位中国共产党烈士，总面积4.82亩，自北向南、自上而下依次为墓室、草坪和石阶，草坪中央竖立一座方形柱体纪念碑，上刻“柘荣革命烈士纪念碑”9个红字。陵园内另建有柘荣县革命史展览室。 |
| 碗窑村窑址                   | 宋代                            | 东源乡王家山碗窑自然村 27°10′45″N 119°55′45″E / 27.17917°N 119.92917°E                    | 古遗址                     | 是一座南宋龙窑窑址，分布范围约为25000平方米，文化层堆积最厚的可大1—2米，内有瓷碗、碟、执壶、钵等残片及霞钵、垫卷、垫饼等窑具残片，纹饰多为篦纹，釉色则以青色、灰色和白色为主。:636 |
| 游朴德政坊                   | 明代                            | 黄柏乡黄柏村中心 27°11′02″N 119°47′02″E / 27.18389°N 119.78389°E                          | 古建筑                     | 是一座纪念柘荣当地名人游朴的牌坊。建于明朝万历二十五年（1597年），青石结构，四柱三门，宽7.25米，残高4.1米。正门上的两面分别刻有“开先甲第”、“世受天恩”字样。:637 |
| 马仙庙                       | 清代                            | 双城镇城南社区仙屿山顶 27°14′10.93″N 119°53′27.02″E / 27.2363694°N 119.8908389°E          | 古建筑                     | 是供奉福建省“三大民间信仰女神”之一马仙的宫庙，柘荣地区是马仙信俗文化的起源地。始建于元朝至正二年（1342年），清朝多次重建。建筑坐北朝南，单檐硬山顶砖木结构，进深23.5米，面阔17.1米，两侧有耳房，占地550平方米。附属文物有清同治十二年（1873年）的牌匾和民国20年（1931年）的碑刻。:637 |
| 游德坊                       | 明代                            | 黄柏乡长冠村石亭里 27°09′20″N 119°46′05″E / 27.15556°N 119.76806°E                        | 古建筑                     | 分为石亭、石坊两类建筑，石亭原有3座，现仅存2座，通体为正方形，每边和残高均为3米；石坊一座，残高3.3米，宽3.4米，四柱三间。正门上额两面分别刻有“清时高蹈”、“昭代崇褒”的字样。:636-637 |
| 第二批（1989年10月20日公布） |                                 |                                                                                           |                            | |
| 东源桥[国 6]                 | 清代                            | 东源乡东源村 27°12′55.39″N 119°53′40.3″E / 27.2153861°N 119.894528°E                      | 古建筑                     | 因有108根桥柱，与108位梁山好汉对应而别称“水浒桥”。始建于元朝至元元年（1335年），清朝乾隆十六年（1751年）重修。木构单孔悬臂式廊屋桥，长41.9米，跨径26.4米，宽6.9米，高8.2米。廊屋18扇，17间108柱。桥的北侧有元代泗洲佛石塔一座:637。2005年5月升格为第六批福建省文物保护单位:561，2006年作为闽东北廊桥的一部分被列为第六批全国重点文物保护单位。 |
| 归驷桥[省 6]                 | 清代                            | 富溪镇富溪村 27°11′32″N 119°50′59″E / 27.19222°N 119.84972°E                              | 古建筑                     | 原名归泗桥，是福温古道唯一现存的木拱廊桥和柘荣现存年代最长的古桥。始建于南宋淳熙十四年（1187年），清朝乾隆五十三年（1788年）重修。为木构单孔悬臂式廊屋桥，全长25米，宽4.6米，高7.3米，廊屋高3.8米，10扇40柱:637。2005年5月升格为第六批福建省文物保护单位。:561 |
| 双城城堡[省 7]               | 元代、明代                      | 双城镇上城社区、北门社区 27°14′28″N 119°53′56″E / 27.24111°N 119.89889°E                  | 古建筑                     | 柘荣城关因被龙溪分为上下两部分而称作“双城”，两岸均建有城堡，上城建于明朝嘉靖三十八年（1559年），现存北门、西门和620米长的城墙；下城建于元朝至正二十年（1361年），现存东门和520米长的城墙:637。2009年11月升格为第七批福建省文物保护单位。 |
| 永安桥[省 7]                 | 清代                            | 乍洋乡溪口村 27°10′08″N 120°02′59″E / 27.16889°N 120.04972°E                              | 古建筑                     | 是华东地区现存单孔跨度最大的半圆石拱桥，始建于清朝同治二年（1863年）。为石构单孔拱桥，长47.2米，跨径24.2米，宽5.5米，高12.8米。桥北立有资寿、庆安、同安三桥（列入省级文物保护单位时的附属文物）的八面碑记:637。2009年11月升格为第七批福建省文物保护单位。 |
| 打石坑红军洞                 | 1933年                          | 东源乡山岭村打石坑党性寺后山 27°12′47″N 119°54′55″E / 27.21306°N 119.91528°E              | 革命遗址纪念建筑物         | 是第一次国共内战期间霞鼎县（原称上西柘洋区）苏维埃政府主席吴成等人所藏身过的隐蔽洞穴，又名拍石坑洞，宽、高均约为2米，进深3米。1993年，柘荣县有关部门在考察后出资修建了自党性寺通往红军洞的通道。:561 |
| 第三批（1997年9月25日公布）  |                                 |                                                                                           |                            | |
| 半爿城城址                   | 明代                            | 城郊乡仙山村山后自然村 27°16′48″N 119°54′50″E / 27.28000°N 119.91389°E                    | 古遗址                     | 是明朝时期的城镇遗址，因平面呈半圆形而得名。城墙用毛石砌造，沿山后村南面的小溪而建，东西与村后门山相接，高2.6米，厚约1米，总长约300米。南面有一个高3.2米，宽2.1米的拱形城门，城门连接东边65米的连片城墙，西边亦有部分残存墙体。:562 |
| 第四批（2000年3月9日公布）   |                                 |                                                                                           |                            | |
| 袁天禄祠堂                   | 清代                            | 双城镇城北社区北街西侧 27°14′27.67″N 119°53′41.3″E / 27.2410194°N 119.894806°E            | 古建筑                     | 又名左丞祠，是祭祀柘荣籍名人袁天禄的祠堂，始建于明朝隆庆元年（1567年），万历十八年（1590年）焚毁于火灾，天启年间重建，清朝道光十年（1830年）、十四年（1834年）分别重建了前座和中厅。建筑坐北朝南，木构穿斗式硬山顶，通面阔14米，通进深26.8米，有上厅、天井、下厅、左右廊庑等结构。:563 |
| 临水宫                       | 清代                            | 双城镇城南社区西门外 27°14′23″N 119°53′34″E / 27.23972°N 119.89278°E                      | 古建筑                     | 又名顺懿庙，供奉临水夫人，始建于明朝天顺八年（1464年），嘉靖四十二年（1563年）和清朝嘉庆八年（1803年）两次重建。建筑坐北向南，通进深24.5米，通面阔18.5米，有两级台基，上台基高0.5米，建有正殿，砖木构穿斗式单檐硬山顶，面阔五间，进深六间。正厅置神龛，右侧附建厢房。下台基正中是花台，四周为回形水池，正面拱树通上厅正殿，两侧廊庑置神龛。:563 |
| 七星池遗址                   | 清代                            | 双城镇上城社区上安亭自然村北100米泰安宫内 27°14′11″N 119°52′23″E / 27.23639°N 119.87306°E | 古建筑                     | 是道教宫庙泰安宫的组成部分，始建年代不详，清朝道光十一年（1831年）重新掘建，池口长方形，南北长10.25米，东西宽7.45米，深1.29米，池壁由砾石砌就，池底四周用砾石铺筑，中为河卵石砌成的船形槽，内排列放置七块半球石墩，弧面刻有一些道教的文字。原池沿边有石雕栏杆，中央有七星桥。七星池所在的泰安宫建于南宋咸淳七年（1271年），民国34年被政府拆毁，中华人民共和国时期重建。:563 |
| 通济桥                       | 清代                            | 楮坪乡楮坪村西北侧 27°14′00″N 119°48′57″E / 27.23333°N 119.81583°E                        | 古建筑                     | 又名楮坪桥，由明朝嘉靖初年仙岭郑氏八世祖郑宗远捐建，清朝同治十年（1871年）重建，1990年重修桥面廊屋，并更名"通利长桥"。该桥为石拱廊桥，单孔石拱跨度8.1米，距水面高8米，桥面廊屋木构抬梁式单檐双坡顶，共8扇7开间，全长21.4米，宽4.2米。桥北侧的民居内保存有裂为两块的"清光绪二年通济桥碑记"残碑。:563 |
| 东狮山摩崖石刻               | 明代                            | 城郊乡岭边亭村东狮山北麓半山顶灵岩洞东侧 27°13′55″N 119°54′47″E / 27.23194°N 119.91306°E  | 石窟寺及石刻               | 是东狮山迄今发现的唯一古代摩崖石刻，高1.41米、宽1.1米，共10行、100字，竖行行书。石刻内容系明朝文人、游朴的父亲游德在嘉靖年间游览东狮山时，看到当地人在此设坛祈雨有感而发所作的一首七言诗。游德去世后，他的福安籍外曾孙和他的两个曾孙一同于天启三年（1623年）元月将此诗题刻在东狮山现址。:563 |
| 中共柘荣县党小组旧址         | 1933年                          | 双城镇上城社区西侧 27°14′30″N 119°53′56″E / 27.24167°N 119.89889°E                        | 近现代重要史迹及代表性建筑 | 是一座清代建筑，坐东朝西，砖木构穿斗式单檐硬山顶，上下两厅与左右廊庑相连，中间是天井，通进深22.8米，通面阔12米。1932年11月，中共福安中心县委书记马立峰派柘洋籍党员林爱到柘洋地区开展革命活动，1933年11月，林爱召集被发展来的群众在此地开会，成立中共党小组，林爱任组长。翌年，该小组在下城村改组为中共霞浦县上西柘洋区委，王陶生任首任书记。:563 |
| 第五批（2002年5月23日公布）  |                                 |                                                                                           |                            | |
| 凤岐吴氏大宅[国 7]           | 清代                            | 乍洋乡凤里村凤岐自然村 27°11′32.7″N 120°02′49.5″E / 27.192417°N 120.047083°E              | 古建筑                     | 是凤岐自然村唯一的建筑，形成“一村一屋”的建筑格局。大宅坐落于凤岐山阳面，地处山谷凹处，海拔约450米，总面积14909平方米，现存的文物建筑共5969平方米，遗址约8940平方米，屋基购于清朝道光二年（1822年），也建造于道光年间，屋主吴大鹏于道光十九年（1839年）移居于此。现存主座建筑为三进格局，有后花台、菲香居、左右横屋、附属工房等外围建筑。2009年11月升格为第七批福建省文物保护单位，2013年3月升格为全国重点文物保护单位。2022年，柘荣县出台凤岐吴氏大宅保护规划，计划对其进行保护与修缮。 |
| 第六批（2003年4月17日公布）  |                                 |                                                                                           |                            | |
| 柘荣袁天禄墓                 | 明代                            | 城郊乡湄洋村北侧615西路（国道104线）北侧 27°14′20″N 119°53′07″E / 27.23889°N 119.88528°E  | 古墓葬                     | 为袁天禄墓葬之一，始建于明朝洪武十二年（1379年），清朝道光三年（1823年）、1967年两次重修。墓建筑为石构，坐北向南，平面呈凤字形，进深11.8米，面阔6.2米，有墓坪、祭台、墓碑、龟背形墓丘和后护墙等结构。墓碑为方首，高80厘米、宽46厘米，碑额刻楷书“汝南堂”，碑身阴刻竖行楷书“明显祖东山袁公之墓”。距该墓百米处有袁天禄父母墓，现为附属文物。:564 |
| 第七批（2007年7月26日公布）  |                                 |                                                                                           |                            | |
| 片石堂遗址                   | 清代                            | 黄柏乡黄柏村东南500米 27°11′00″N 119°47′06″E / 27.18333°N 119.78500°E                     | 古遗址                     | 俗称岩厝，又名游朴读书洞，是一个天然岩洞，清朝康熙十六（1677年）九月，江西省南昌府新建县知县游龙告病还乡，隐居于此洞并取名“片石堂”。该洞位于山半腰，洞内东南长9米，西北宽2.3米，有东、南两个洞口。东洞口宽约2.5米，高2.2米，洞口外有块约8平方米平地，向毛石；南洞口宽1.2米，高2米。北壁上凿有两行相距1.5米、宽深各0.5米的竖行方形穴。 |
| 寒泉冽井                     | 宋代                            | 黄柏乡上黄柏村中心 27°10′43″N 119°46′40″E / 27.17861°N 119.77778°E                        | 古建筑                     | 俗称黄柏井，是当地通自来水之前唯一的饮用水源，相传始建于北宋治平元年（1064年），井口为三合土砌造，呈圆形，口径0.7米，深1.7米，井坪围以12块半梯形石板。古代有文人游历至此，为此井作诗。目前该井整体保存完好。:206-209 |
| 东源井[省 9]                 | 清嘉庆十年（1805）              | 东源乡东源村祠井巷汤氏祠堂前                                                              | 古建筑                     | 是该村2000多人的主要饮用水源，始建年代未知，现存井为清朝嘉庆十年（1805年）重修，石构长方形，井口长1.92米、宽1.4米，井深1.2米，井坪长5米、宽3.5米。现在即使通了自来水，村民依然习惯饮用此地井水。2018年9月作为东源古建筑群的一部分列入第九批福建省文物保护单位。 |
| 洪坑登云桥                   | 元代                            | 楮坪乡洪坑村北侧 27°13′29″N 119°47′15″E / 27.22472°N 119.78750°E                          | 古建筑                     | 是一座单孔石拱廊屋桥，现存的木构部分则是清朝的建筑。南北走向，长19.2米，宽4.2米，跨度为5.2米，距水面高5.3米，桥屋为6个开间，内有28根柱，悬山顶穿斗式构架。桥的旁侧有元朝至正二十四年（1364年）的摩崖石刻，刻有桥名及桥记，现已风化难辨。 |
| 黄柏延寿宫                   | 明代                            | 黄柏乡上黄柏村西北侧 27°10′45″N 119°46′39″E / 27.17917°N 119.77750°E                      | 古建筑                     | 俗称姑婆宫、游氏仙姑庙，始建于宋朝，明朝永乐二十年（1422年）重建，历代皆有重修。神龛自左至右分别奉祀游氏仙姑、游四尊官和灵通周法师，殿内有莲花瓣柱础。建筑占地104平方米，坐东北向西南。正殿面阔三间，进深三间，硬山顶穿斗式木构架。 |
| 温安桥                       | 清代                            | 东源乡西宅村西1公里 27°13′11″N 119°53′08″E / 27.21972°N 119.88556°E                       | 古建筑                     | 又名典滩桥，建于清朝咸丰六年（1856年）。单孔石拱桥，南北走向，长3米，宽4.2米，跨度18米，矢高126米，两侧建有石栏杆。 |
| 柏峰游氏祠堂                 | 清代                            | 黄柏乡上黄柏村西北侧                                                                      | 古建筑                     | 是柘荣地区游姓氏族的祖祠。始建于明朝宣德元年（1426年），清朝康熙三十四年至三十七年（1695年—1698年）间重建。建筑占地面积293平方米，坐北向南，有门楼、天井、左右廊房和正厅等结构。正厅面阔三间，进深五间，硬山顶穿斗式减柱造木构架，大门外存有夹杆石。两岸四地均有当地游姓的分支。 |
| 袁氏宗祠[省 7]               | 清代                            | 乍洋乡溪口村 27°10′11″N 120°02′54″E / 27.16972°N 120.04833°E                              | 古建筑                     | 是溪口村最大姓氏袁姓宗族的祠堂，据载，当地袁氏的先祖是柘洋籍明朝开国功臣袁天禄的二哥袁海。宗祠建筑始建于清朝，总面积约300平方米，前后二进，厅前有古戏台，宗祠内有精美的木雕、彩绘装饰。祠堂外原悬挂前中華民國副總統李宗仁手书的牌匾，祠内则有10多幅民国时期政要所题牌匾。2009年升格为第七批福建省文物保护单位。 |
| 锦履桥                       | 清代                            | 楮坪乡苏家洋村水尾 27°13′04″N 119°45′23″E / 27.21778°N 119.75639°E                        | 古建筑                     | 是一座单孔石拱廊屋桥，始建于明朝永乐元年（1403年），清朝嘉庆十九年（1814年）重修，同治十二年（1873年）重建，后亦有重修。东西走向，长24.58米，宽4.58米，石拱通高5米，其中矢高3.08米，拱跨4.1米。桥屋中有40根立柱，为三楼抬梁式双坡硬山顶，10扇、10开间，近年多有修缮。 |
| 下村延寿宫                   | 清代                            | 城郊乡下村村 27°13′34″N 119°51′56″E / 27.22611°N 119.86556°E                              | 古建筑                     | 是供奉马仙的宫庙之一，始建于清朝康熙二十八年（1689年），嘉庆二十年（1815年）重建，近代有重新修缮。宫中保留有道光二年（1822年）、咸丰四年（1854年）的楹联各一对，亦留存有同治十二年（1873年）的一对石香炉。 |
| 前山华卿厝                   | 清代                            | 城郊乡前山村中心                                                                          | 古建筑                     | 是一座抬梁穿斗混合式、单檐硬山顶的砖木构架民居建筑，始建于清朝乾隆年间，坐东朝西，通面阔37.5米，通进深58米，占地2175平方米，台基共四级，主体建筑两侧有附属建筑，主体建筑四周围以匡斗砖墙，中部又被砖墙分割为前后两院。前院主楼大厅面阔10.05米，为民居之罕见。:203-204 |
| 前山大外厝[省 9]             | 清代                            | 城郊乡前山村中心                                                                          | 古建筑                     | 始建于清朝乾隆年间，建筑坐东北朝西南，由左、中、右三路大厝组成，通面阔68.51米，通进深62.620米，占地面积4290平方米、左、右路建筑从前到后依次为门厅、前天井及厢房、前堂、中天井及厢房、中堂、后天井及厢房、后堂。中路建筑由主屋及左、右附房组成，主屋内则有门楼、厅堂、廊庑、拜亭和防火屋等。附属文物包括大厝左后侧的黄氏支祠和右侧的黄氏宗祠，占地1132平方米。2018年9月升格为第九批福建省文物保护单位。                                                                                  |
| 第八批（2011年7月7日公布）   |                                 |                                                                                           |                            | |
| 沙淀遗址                     | 商周                            | 乍洋乡前楼村西北侧 27°12′06″N 120°00′13″E / 27.20167°N 120.00361°E                        | 古遗址                     | 是柘荣地区青铜时代的代表性遗址之一，发现于1987年9月，位于一座大山延伸的独立小山包上，面积约1.6万平方米，相对高度约30米，勘探出土了小石锛、弦纹泥质黄陶片、黑彩黄陶片、素面和网纹灰硬陶片等文物，陶片可辨器形有罐、豆、钵等。 |
| 碗池湖窑址                   | 宋代                            | 东源乡鸳鸯头村东南1.5公里处 27°10′23″N 119°56′43″E / 27.17306°N 119.94528°E               | 古遗址                     | 是一处宋朝时期的瓷窑遗址，现有3座窑口遗迹，文化层堆积较为稀疏，厚约0.5米—1米，范围约2000平方米。这些陶器有执壶、罐、碗、瓶和罐盖等类型，运用刻划、篦划等工艺，有花纹、缠枝等纹样。该处窑址与碗窑村窑址年代相同，但时间稍早。 |
| 龙在桥摩崖石刻               | 宋宝庆元年（1225）              | 乍洋乡石山村西南侧龙在桥遗址北侧岩壁 27°11′09″N 119°59′51″E / 27.18583°N 119.99750°E      | 石窟寺及石刻               | 是古时当地通往长溪县县城（今霞浦县）的必经道路桥梁的石刻画像，刻制于南宋宝庆元年，石刻立面高0.95米、宽0.53米，外边线条框成双坡顶桥廊侧面形状，有三列阴刻的楷书，中间为长宽0.2米的大字“龙在桥”，左列、右列均为8厘米见方的小字，记述建桥的历史。摩崖石刻旁侧有龙在桥遗址，现仅存石墩。 |
| 吴二府墓                     | 清咸丰元年（1856）              | 乍洋乡凤里村下坪仔自然村西约300米 27°12′08″N 120°02′35″E / 27.20222°N 120.04306°E         | 古墓葬                     | 是凤岐吴氏大宅原主人吴大鹏（吴二府）的墓葬，墓地建于清朝咸丰元年（1856年）九月初六，占地683平方米，坐西朝东，三合土和青石混合造，地面结构呈风字形。有三级台基，前两级分别为石构围墙和石雕旗杆夹，第三级为墓室，高0.37米，进深3.5米，面阔最宽处8.95米，上有进深0.5米的神桌，神桌上立有青石构三楼式享亭，中门内壁立有墓碑，上阴刻宋体。 |
| 陶邵轩墓                     | 清乾隆二十五年（1760）          | 乍洋乡石山村埂里自然村后门山包                                                            | 古墓葬                     | 是清朝官员陶邵轩的墓葬，墓地建于乾隆二十五年（1760年），坐西南朝东北，青石、花岗石和三合土混合结构，地面结构呈风字形。通面阔12.2米，通进深22.05米，有四级墓埕，每级高约10厘米，前三级有石旗杆夹、石栅栏、石鼓等构件，第四级进深1.25米，面阔2.7米，供台上建青石构四柱三楼式享亭，中门内壁的墓碑上刻有墓主的相关信息。现总体保存完好。 |
| 游以敬墓                     | 明嘉靖二年至四年间（1523—1525） | 黄柏乡上黄柏村西南300米                                                                   | 古墓葬                     | 是历史名人游朴的高祖父游以敬的墓地，坐西南朝东北，整体为石构，地面呈风字形，通面阔6.6米，通进深10.58米，占地面积69.83平方米。有三级墓埕，第三级上的神桌高1.1米，进深0.58米，面阔1.9米，其上建有一座三楼式单檐歇山顶享亭，立面有花卉和麒麟等浮雕。由于该墓系柘荣地区游姓始祖之墓葬，近年来多有两岸三地游氏宗人前来祭拜。 |
| 湄洋陈氏祖墓群               | 元代                            | 城郊乡湄洋村西北侧                                                                        | 古墓葬                     | 是当地颍川郡望的数位陈氏宗人墓葬，始建年代待考，现存墓葬最早为元朝时期的石构建筑，并重修于民国13年（1924年），坐东南朝西北，单体为风字形，整体则呈品字形，通面阔17.66米，进深23.73米，占地419.1平方米。该墓地和袁天禄墓毗邻。 |
| 西洋井                       | 明崇祯十二年（1639）            | 楮坪乡社坪村西洋自然村中心 27°12′32″N 119°45′50″E / 27.20889°N 119.76389°E                | 古建筑                     | 是西洋村民的饮用水源，始建于明朝崇祯十二年（1639年）正月，井深2.1米，水深1.27米，井口的青石质栏板为长方形，面宽1.26米，进深0.92米，高0.5米，厚0.1米，井坪进深4.5米，面阔8.1米。右侧边沿摆放着3个石雕椭圆形带柄洗衣盆，为附属文物。现总体保存完好。 |
| 苏家洋井                     | 清道光四年（1824）              | 楮坪乡苏家洋村东北侧张氏宗祠后门                                                          | 古建筑                     | 是苏家洋村民曾经的唯一饮用水源，始建于清朝道光四年（1824年），井水深1.75米，井口朝向西南，井栏由青石筑造，面宽0.96米，进深0.95米，高0.5米，厚9厘米，井坪宽各1米。 |
| 桃坑梯云桥                   | 清道光六年（1826）              | 东源乡桃坑村 27°10′59″N 119°56′26″E / 27.18306°N 119.94056°E                              | 古建筑                     | 是柘霞古驿道上的一座单孔石拱桥，南北横跨桃坑溪，长23.6米，宽4.4米，高10.05米，其中拱跨11米，矢高9.2米，桥两侧有石质栏杆，东侧栏板上刻有石桥的建造年份等信息，南侧有九级台阶连接桥面。目前桥栏部分倒塌，桥身保存较好，桥口有一对石狮在20世纪90年代被盗。 |
| 西溪石桥                     | 清道光二十七年（1847）          | 宅中乡蔡山村西溪自然村北侧 27°08′08″N 119°49′38″E / 27.13556°N 119.82722°E                | 古建筑                     | 是一座南北走向的单孔悬臂式石平梁桥，始建于清朝道光十年（1830年），道光二十六年（1846年）毁于洪灾，道光二十七年（1847年）重建。桥长6.6米，宽1.8米，距水面高4.8米，两端有石悬臂，其上各铺有五块石板。桥北有桥名碑记和重修碑记各一面。现保存相对完好。 |
| 霞利洋凤阳桥                 | 清嘉庆十二年（1807）            | 富溪镇霞洋村霞利洋自然村村口 27°10′32″N 119°51′32″E / 27.17556°N 119.85889°E              | 古建筑                     | 是一座东西走向、横跨霞利洋溪的木构平梁廊屋桥，始建于清朝嘉庆十二年（1807年）十一月初六，民国4年（1915年）、1986年两次重修，桥屋为6扇、5开间，长14.19米，桥面宽4.3米，跨度5米，距水面高3.4米。桥两端连接着保存较好、宽约1.2米的古石道。 |
| 束厝履端桥                   | 清光绪十年（1884）              | 乍洋乡石山村束厝自然村西北侧 27°11′50″N 119°59′47″E / 27.19722°N 119.99639°E              | 古建筑                     | 是一座南北走向、横跨九龙井溪的石构梁柱桥，位于九龙风景区附近，桥有4墩5孔，长16.2米，宽1.63米，高1.7米，在古代连接石山、溪口一带村庄和柘荣城关。束厝村南侧的“履端济端二桥碑”上记载有该桥的修建历史，为附属文物。 |
| 陆家庄崇安宫                 | 清道光元年（1821）              | 楮坪乡洋坪村陆家庄自然村东约800米处山顶                                                   | 古建筑                     | 是一座福建民间信仰宗庙，主祀平水大王（即大禹），始建于清朝道光元年（1821年）五月廿六，2000年重修，建筑坐东朝西，通面阔9.76米，通进深10.65米，占地面积103.9平方米。地面为三合土，分上下两级台基，正殿建在上台基，砖木构穿斗式单檐歇山顶，面阔3间，进深4间，明间减柱造，后侧设有神龛。有多个附属文物。 |
| 东源吴氏宗祠戏楼[省 9]       | 清乾隆四十九年（1784）          | 东源乡东源村中心巷北侧 27°12′50.49″N 119°53′45.53″E / 27.2140250°N 119.8959806°E          | 古建筑                     | 始建年代待考，现存建筑建于清朝乾隆四十九年（1784年），通面阔16.11米，通进深28.45米，占地面积458.33米，由观众厅、戏台及两侧廊庑组成，硬山顶、匡斗山墙，左右山墙上开有东、西门楼。有一个附属文物“千秋祖产”碑记。2018年9月作为东源古建筑群的一部分列入第九批福建省文物保护单位。 |
| 下村林氏宗祠                 | 清代                            | 城郊乡下村村中心                                                                          | 古建筑                     | 是一座砖木构穿斗式单檐硬山顶的清代宗祠，始建年代待考，现存建筑重修于2008年—2009年。建筑坐东北朝西南，通面阔19.4米，通进深28.58米，占地面积554.5平方米，有三级台基，自上至下依次为正厅、下厅和门楼，四周围以厚0.4米的匡斗式砖墙，其下半部分为鹅卵石砌成。现整体保存较好。 |
| 官安章氏宗祠                 | 清嘉庆十八年（1813）            | 英山乡官安村中心 27°18′08″N 119°50′45″E / 27.30222°N 119.84583°E                          | 古建筑                     | 始建于清朝嘉庆十八年（1813年），1999年重修。建筑坐北朝南，通面阔14.22米，通进深23.22米，占地面积330.19平方米。有三级台基，上台基建有正厅，厅后置神龛；中台基建有门楼和戏台，两侧廊庑与正厅相连，主体建筑四周围以匡斗墙；下台基则为门埕，右侧有管理房。祠内存有同治年间福宁府知府程荣春所题写的木匾。 |
| 长岐吴氏总祠                 | 清代                            | 乍洋乡长岐村中心                                                                          | 古建筑                     | 是一座砖木构抬梁穿斗混合式单檐硬山顶的清代宗祠，始建年代待考，2008年重修。建筑坐西北朝东南，通面阔9.9米，通进深23.85米，占地面积236.12平方米，三合土地面。有三级台基，自上至下依次为正厅、下厅和门楼内埕。现总体较好地保留了清代风格，祠内存有3对旗杆夹和多块木匾。 |
| 山后郑氏宗祠                 | 清代                            | 城郊乡仙山村山后自然村                                                                    | 古建筑                     | 是一座砖木构穿斗式单檐硬山顶的清代宗祠，1994年和2009年先后重修。建筑坐东北朝西南，通面阔14.27米，通进深33.1米，占地面积472.3平方米。有三级台基，自上至下依次为正厅、天井和门楼，两侧立有围墙。祠内保存有清代的木匾、楹联和石质旗杆夹。现清代主体建筑木构和戏台等组成部分保存较好。 |
| 湄洋陈氏宗祠                 | 清代                            | 城郊乡湄洋村北侧                                                                          | 古建筑                     | 是一座砖木构抬梁穿斗混合式单檐硬山顶的清代宗祠，始建于清朝乾隆八年（1743年），民国十八年（1929年）扩建，1997年—2001年间有重修。建筑坐西北朝东南，通面阔64.73米，通进深23.68米，占地面积1532.81平方米，有三级台基，自上至下依次为正厅、下厅和门埕。祠内保留有清代霞浦进士游光缵、民国政要陈立夫和陈海亮等人题写的牌匾。 |
| 英山古炮楼                   | 清代                            | 英山乡英山村18号民房右侧 27°16′57″N 119°48′14″E / 27.28250°N 119.80389°E                  | 古建筑                     | 是柘荣境内较少发现的古代民防建筑之一。炮楼建于清末，坐北朝南，为土木结构五层重檐攒尖顶，占地面积41平方米，通面阔6.17米，通进深6.64米，通高12.24米，四周围以厚0.67米的夯土墙，内部有齐全的生活设施，楼身有观察窗、枪眼等，炮楼上视野开阔，可观察到全村境况。 |
| 湾里古民居                   | 清光绪                          | 楮坪乡湾里村村尾（门牌24号） 27°15′41″N 119°45′37″E / 27.26139°N 119.76028°E              | 古建筑                     | 是柘荣县境内保留最完整的一座畲族古民居，始建于清朝光绪年间，建筑依山而建，坐东朝西，土木构穿斗式重檐悬山顶，四周围以夯土墙，前后有天井，通面阔18.85米，通进深19.58米，占地面积369.1平方米。有两级台基，上台基为主楼，左侧附建仓楼；下台基两侧建有厢房，中间是天井。建筑通体饰以精美木雕。 |
| 培凤亭[省 9]                 | 民国二十三年（1934）            | 东源乡东源村中心巷巷口 27°12′53.07″N 119°53′45.06″E / 27.2147417°N 119.8958500°E          | 古建筑                     | 位于霞浦、柘荣古驿道上，距吴氏宗祠20米，是柘荣境内现存最大、造型最精致的古代路亭，始建年代未知，民国23年因失火而重建，坐北向南，通面阔8.85米，通进深9.05米，占地80.09平方米。木构抬梁式歇山顶，四角共8根方形立柱，地面为条石铺设，亭后有供奉观音的神龛。2018年9月作为东源古建筑群的一部分列入第九批福建省文物保护单位。 |
| 第九批（2021年4月7日公布）   |                                 |                                                                                           |                            | |
| 彭家山战斗遗址               | 1934年                          | 楮坪乡彭家山村白坑岔 27°14′44″N 119°46′34″E / 27.24556°N 119.77611°E                      | 近现代重要史迹及代表性建筑 | 是闽东红军在第一次国共内战中取得一次重大胜利的战斗的遗址，战斗爆发于民国23年（1934年）10月19日清晨，闽东独立师在彭家山口伏击国军教导团，并取得成功。中共柘荣县委、柘荣县人民政府在1984年7月和1998年12月两次在当地立碑纪念。 |
| 红军渠                       | 1934年                          | 东源乡上泥村                                                                              | 近现代重要史迹及代表性建筑 | 是第一次国共内战时期中国工农红军为帮助当地民众寻找水源而开凿的一道水渠，始建于1934年，原渠长5公里，在此后20年间村民履有维护，现保存尚好的水渠约长1.5公里，其中八成是石渠，二成为土渠，渠深0.6米—1米、宽约0.7米，渠上的坝宽0.6米左右。目前该渠仍在使用，且成为红色旅游景点。 |
| 福温古道黄柏亭至隔水牌段     | 隋唐                            | 黄柏乡蒲洋村和沙坑里村                                                                    | 古遗址                     | 是福温古道途经柘荣境内的最西端路段，古道为东西走向，长约6.5公里，用块石和部分卵石铺设，路面宽约为1米—1.5米，部分路段宽约2米。由于该路段较硬，马车无法通过，仅能供行人和马帮通行。沿途有蒲洋坪桥、蒲洋街中桥、戏仔下桥3条石拱桥和1处古道路亭黄柏亭遗址等文物点。 |
| 宫头岗窑址                   | 宋代                            | 富溪镇霞洋村前洋自然村宫头岗                                                              | 古遗址                     | 是一处宋朝时期民间烧制青瓷龙窑的遗址，窑床呈东西走向，斜坡堆积文化层厚1米—1.5米，纵长35米、横宽约37米，面积约1295平方米。窑址中发掘出了壶、碗、碟等器物残件和匣钵、垫饼等窑具，多为青白色。 |
| 门楼里古民居                 | 清代                            | 楮坪乡湖头村52号 27°13′26″N 119°49′38″E / 27.22389°N 119.82722°E                          | 古建筑                     | 是柘荣境内清代山地民居建筑的典型代表，始建于清朝嘉庆十年（1805年），建筑依山而建、坐南朝北，有四级台埕，由外向内依次建有门埕横路、门楼埕、主楼台基和后花台，建筑台基通进深32.36米，通面阔33.19米，占地1074平方米，其中主体建筑通面阔33.19米，通进深24.66米，占地818.47平方米。现有江姓族人在内居住。 |

## 图集
柘荣县文物保护单位图集

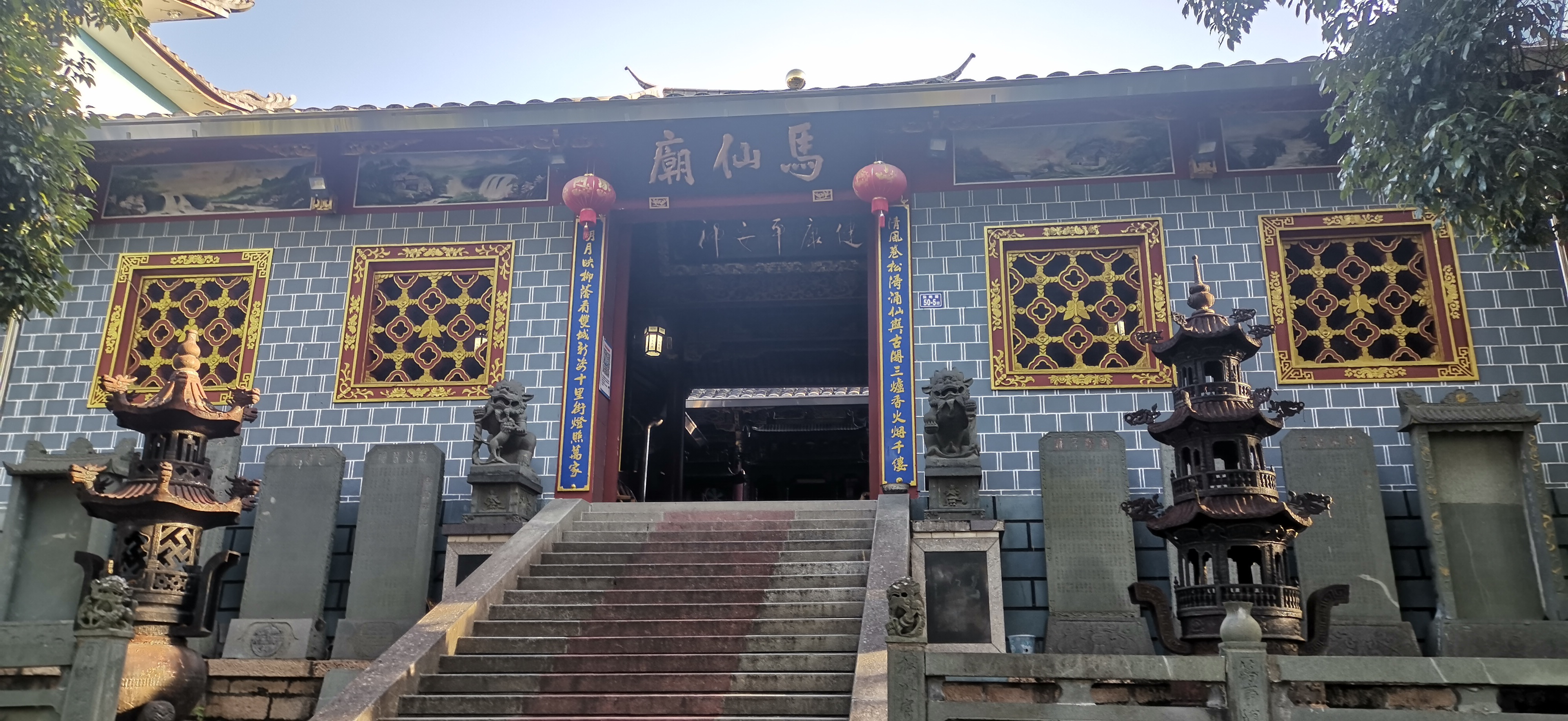
位于双城镇的马仙庙，是首批柘荣县文物保护单位。
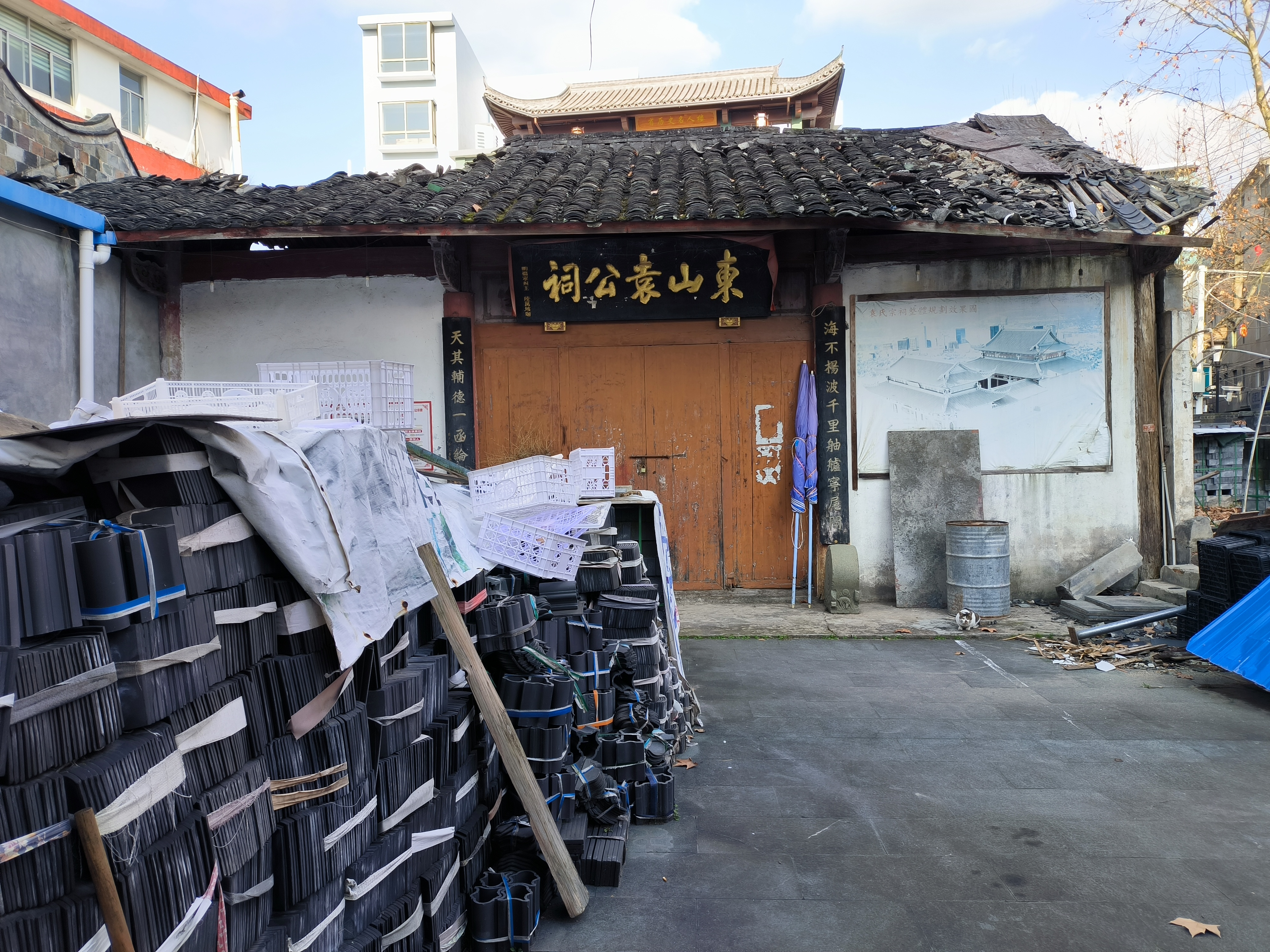
位于双城镇的袁天禄祠堂，是第四批柘荣县文物保护单位。
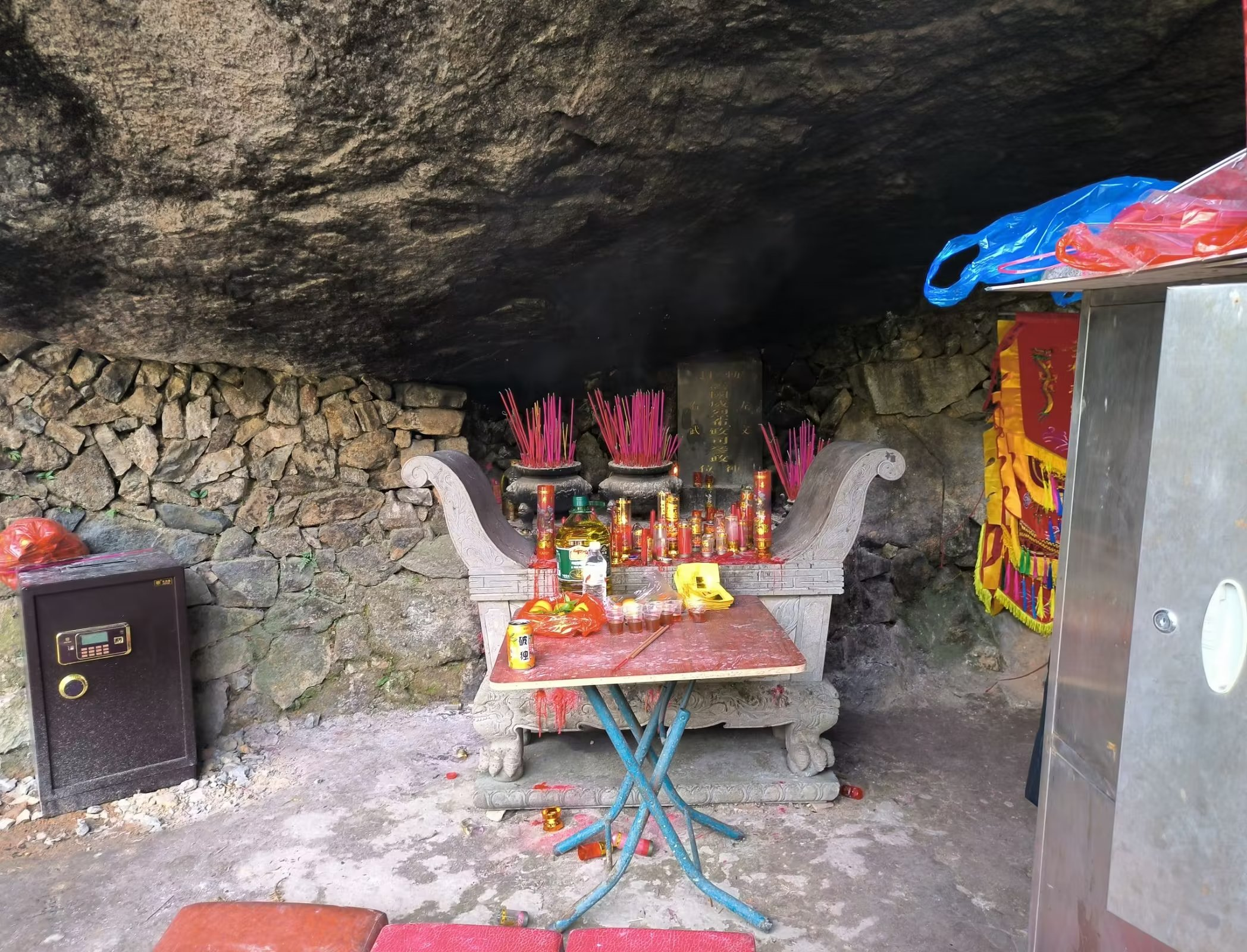
位于黄柏乡的片石堂遗址，是第七批柘荣县文物保护单位。
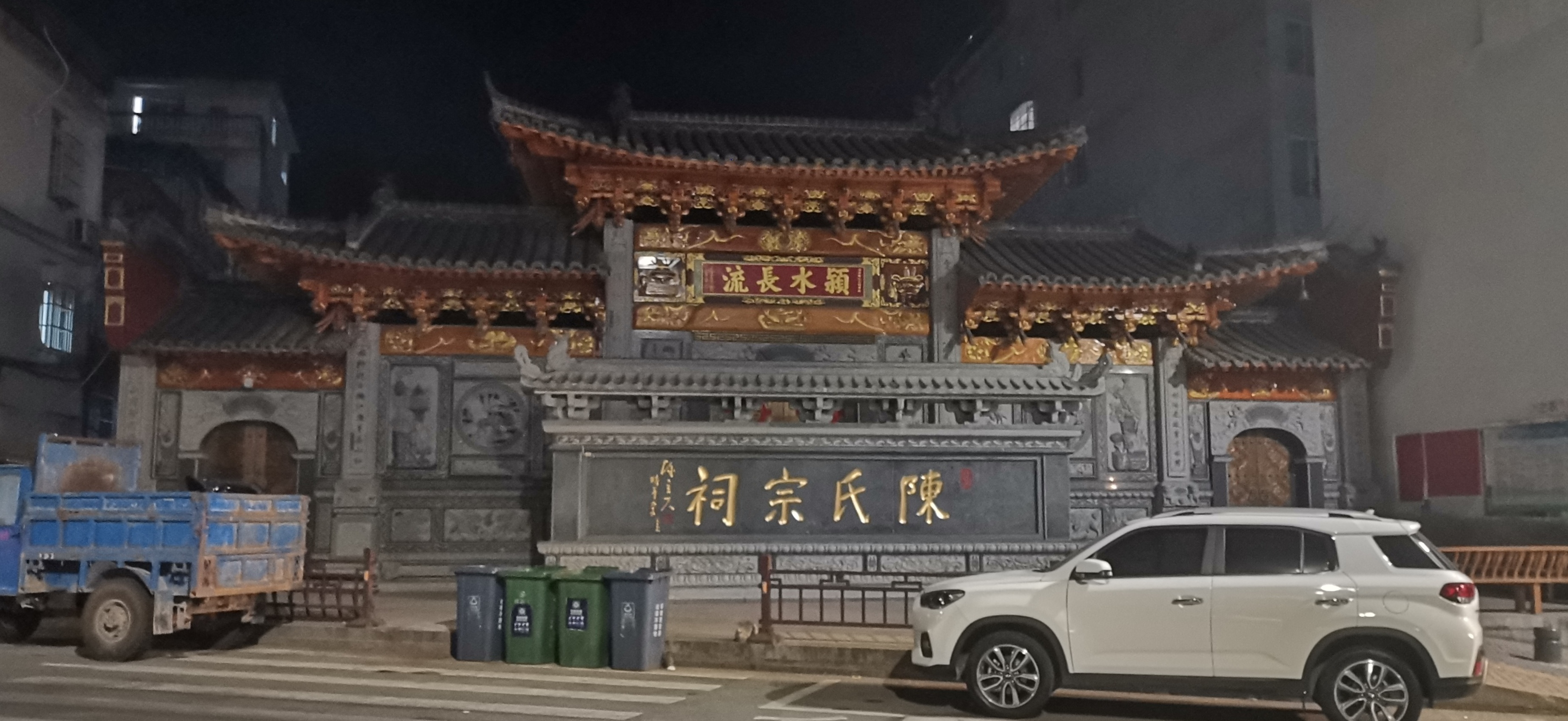
位于城郊乡的湄洋陈氏宗祠，是第八批柘荣县文物保护单位。